# Поколодне
Поколодне — митний збір за продаж жита чи іншого товарного збіжжя на українських землях у складі Великого князівства Литовського і Королівства Польського (а також у Білорусі, Литві й Росії) у період середньовіччя та Нового часу. П. збиралося від однієї з найпоширеніших у той час міри об’єму сипких продуктів — колоди, яка дорівнювала 2 кадям (10—12 пудів) або 8 відрам. Становило одну з різновидностей тогочасного торгового мита — помірного, яке збиралося з товару, що вимірювався літрами об’єму. Окрім П., були також відомі корчовщина (збиралась від корця (близько 6 пудів) збіжжя) та інші митні збори.